# Daniel Traub
Pour les articles homonymes, voir Traub.
Daniel Traub (né en 1971 à Philadelphie) est un photographe et cinéaste américain. Il vit à New York. La plupart de son travail se concentre sur des régions frontières et des communautés marginalisées. Les photographies de Traub ont été exposées à l'international, et dans des expositions solo comme à la Catherine Edelman Gallery à Chicago, à la Slought Foundation à Philadelphie et au Festival de Photo de Lianzhou en Chine. Ses œuvres se trouvent dans des collections publiques et privées, comme la Margulies Collection at the WAREhOUSE et le San Francisco Museum of Modern Art. Le travail de Daniel Traub est aussi apparu dans des publications comme Aperture, European Photography et The New York Times Magazine.

## Éducation
Daniel Traub grandit à Philadelphie. C'est le fils de l'architecte David S. Traub (en) et de l'artiste Lily Yeh (en), ainsi que le neveu du photographe Charles H. Traub (en)..
À l'âge de douze ans Traub commence à photographier, explorant les rues de Philadelphie. Plus tard, il étudie la photographie avec Joel Sternfeld au Sarah Lawrence College, ainsi que la production de film et l'histoire du cinéma avec Abigail Child et Gilberto Perez.
Il est diplômé en Master of Fine Arts du « MFA Photo, Video and Related Media department » de la School of Visual Arts à New York City où il fut l'étudiant de Raghubir Singh, Max Kozloff et autres.

## Photographie
Traub vit en Chine de 1998 à 2007 où il se consacre à des projets photographique de longue durée, dont Simplified Characters, une série de photos de rues qui explorent les vastes changements dans les villes chinoises au début du XXIe siècle, ainsi que la série Peripheries, qui regarde les paysages des régions excentrées d'une multitude de villes chinoises. En 2007, Traub retourne aux États-Unis et commence un projet dans sa ville natale, Philadelphie. Il continue à voyager beaucoup, retournant fréquemment en Chine où il travaille de 2009 à 2014 sur le projet Little North Road.
Daniel Traub a publié deux monographies aux éditions Kehrer Verlag : North Philadelphia (2014) et Little North Road (2015).
North Philadelphia est un portrait photographique d'un quartier en crise prolongée,. Le livre présente un aperçu d'une région urbaine qui semble en suspens entre dégradation et possibilité, ainsi étant emblématique pour un grand nombre de régions similaires aux États-Unis. Crée entre 2008 et 2013, North Philadelphia combine des images de maisons délabrées, d'immeubles vacants et de coins de rues, avec les portraits des résidents,,,,.
Little North Road est une collaboration photographique qui focalise l'attention sur une passerelle de la ville de Guangzhou, dans le Sud de la Chine. La passerelle symbolise l'entrée dans la Chine de l'Afrique. Au cœur du projet se trouve une sélection d'images collectionnées par deux photographes chinois itinérants, Wu Yong Fu et Zeng Xian Fang. Équipés de caméras numériques, ils ont gagné leur vie en photographiant des Africains et d'autres groupes qui souhaitaient avoir un souvenir de leur temps en Chine. Les photographies de Daniel Traub sur la passerelle et dans son environnement immédiat explorent les dynamiques plus vastes du quartier et donnent un contexte pour mieux comprendre les portraits,,,.

## Production de films
En tant que cinéaste, Daniel Traub a réalisé plusieurs documentaires longs métrages comme Barefoot Artist sur l'artiste Lily Yeh et ses œuvres d'art collaboratives dans les communes ébranlés par la guerre; et Xu Bing : Phoenix, qui met l'accent sur les conditions des travailleurs itinérants chinois,.
Traub est le caméraman principal de nombreux documentaires,, et collabore avec des réseaux et des entreprises de production comme PBS, Arte ou ZDF, pour laquelle il travaille pendant plusieurs années avec le correspondant principal Joachim Holtz,.
En 2011, Daniel Traub fonde son entreprise de production de films, "Itinerant Pictures". En 2019, il a accompli un documentaire long métrage sur l'artiste Ursula von Rydingsvard (en),.

## Publications (sélection)
- Chinescape. Zeng Han, Ed. Shenzhen, Chine 2010[28].  (ISBN 9110328130).
- North Philadelphia. Kehrer Verlag, Heidelberg, Allemagne 2014[4].  (ISBN 978-3-86828-478-2). Monographie.
- Little North Road. Kehrer Verlag, Heidelberg, Allemagne 2015[29].  (ISBN 978-3-86828-629-8). Monographie.

## Expositions (sélection)

### Solo
- Belfast Exposed, Belfast, Irlande du Nord, 2007 (exposition en duo)
- FotoFest, Houston, États-Unis, 2008 (exposition en duo)
- Catherine Edelman Gallery, Chicago,  États-Unis 2008[1]
- Print Center, Philadelphia, États-Unis, 2010
- Lianzhou Foto Festival, Lianzhou, Chine, 2011
- Bluesky Gallery, Portland, États-Unis, 2012[30]
- Slought Foundation, Philadelphie, États-Unis 2015[31]

### Groupe
- Asian American Arts Center, New York, NY, États-Unis 1995
- Kenkeleba Gallery, New York, NY, États-Unis 1995
- Visual Arts Gallery, New York, NY, États-Unis 1998
- Taipei Artist Village, Taipei, Taiwan 2005
- Lianzhou International Photo Festival, Lianzhou, Chine 2005
- Houston Center for Photography, Houston, TX, États-Unis 2007
- Jen Bekman Gallery, New York, NY, États-Unis 2007
- M97 Gallery, Shanghai, Chine 2007
- Philadelphia Photo Arts Center, Philadelphia, PA, États-Unis 2009
- 24th Festival International de Mode et de Photographie à Hyères, Hyères, France 2009
- Woodmere Art Museum, Philadelphia, PA, États-Unis 2009
- San Francisco Museum of Modern Art, San Francisco, CA, États-Unis 2009
- Times Museum, Guangzhou, Chine 2010
- RH Gallery, New York, NY, États-Unis 2012
- CFEVA Gallery, Philadelphia, PA, États-Unis 2012
- Portland Art Museum, Portland, OR, États-Unis 2013
- Moore College of Art and Design, Philadelphia, PA, États-Unis 2014
- GallerySKE, New Delhi, Inde 2015
- Chinese Culture Center, San Francisco, CA, États-Unis 2016[32]
- SF Camerawork, San Francisco, CA, 2016[32]
- James A. Michener Art Museum, Doylestown, PA, États-Unis 2016
- Ivorypress, Madrid, Espagne, 2016/2017[33]
- SCoP Shanghai Center of Photography, Chine 2017[34],[35]
- Weltkulturen Museum, Frankfurt, Germany, 2019 [36]

## Collections publiques
- San Francisco Museum of Modern Art, San Francisco, CA, États-Unis[37]
- Margulies Collection at the Warehouse, Miami, FL, États-Unis[38]
- Portland Art Museum, Portland, OR, États-Unis[39]
- Free Library of Philadelphia, Philadelphia, PA, États-Unis

## Prix et récompenses
- FotoFestiwal, Lodz, Pologne, Prix, 2007
- Photo District News 30, 2008
- 24e Festival International de Mode et de Photographie à Hyères, France, Finaliste, 2009
- Center for Emerging Visual Artists, Philadelphia, PA, Fellowship, 2009
- Atlantic Center for the Arts, New Smyrna Beach, Florida, Residency, 2009
- The Photo Review Competition, Premier Prix, 2009[40]
- Paris Photo-Aperture Foundation Prix de Livres Photos, France, Finaliste, 2016[41]